# (18757) 1999 HT
(18757) 1999 HT  es un asteroide perteneciente al cinturón de asteroides, descubierto el 18 de abril de 1999 por Frank B. Zoltowski desde el Observatorio de Woomera, en Australia.

## Designación y nombre
Designado inicialmente como 1999 HT.

## Características orbitales
(18757) 1999 HT orbita a una distancia media del Sol de 2,447 ua, pudiendo acercarse hasta 1,945 ua y alejarse hasta 2,950 ua. Tiene una excentricidad de 0,205 y una inclinación orbital de 1,771° grados. Emplea en completar una órbita alrededor del Sol 1398,27 días.
Pertenece a la familia de asteroides de (135) Hertha.

## Características físicas
Su magnitud absoluta es 14,68. Tiene 3,012 km de diámetro. Su albedo se estima en 0,281.